# 因德尔·辛格
因德尔·辛格（1943年12月23日-）是一名印度前足球运动员、主教练、俱乐部总经理以及俱乐部主席。其球员生涯司职前锋，曾效力于贾朗达尔Leaders、賈加蒂特棉紡、印度国家队。1962年因德尔·辛格在贾朗达尔Leaders开启了他的足球职业生涯，在1974年时转会至贾加蒂特棉纺。因德尔·辛格在1974-75赛季的桑托什杯为旁遮普邦打进23粒进球，这迄今为止仍是该项杯赛的进球记录。 他在1967年和1968年连续两年入选亚足联所排出的亚洲最佳阵容。1985年他在贾加蒂特棉纺足球俱乐部宣布退役。
1985年至2001年期间，他在贾加蒂特棉纺足球俱乐部担任主教练，并在2001年至2011年期间担任球队总经理。1969年，印度政府为其颁发阿诸那奖，以表彰他对印度足球的贡献。

## 早年生活
辛格于1943年12月23日出生在英属印度前旁遮普省的帕格瓦拉。在高中期间，他参加了各种足球锦标赛，其中包括了1960年和1961年的全印度学校运动会。他为球队踢进了不少球，并获得了赛事的“最佳球员”称号。

## 俱乐部职业生涯
在看过辛格的比赛后，贾朗达尔Leaders俱乐部对其足球才华留下了深刻的印象。之后俱乐部便将其签做客串球员，期间只能客串参加俱乐部的友谊赛。直到辛格从学校毕业后，俱乐部才将其正式签下。1962年，辛格在俱乐部的第一个正式赛季，他作为球队的资深球员参加了在德里举办的DCM杯。当时的已经有了一批强大的队伍参加杯赛，如：薩爾高卡、迈索尔·十四、穆罕默德和马法塔尔·米尔斯等俱乐部。在半决赛中，贾朗达尔Leaders负于马法塔尔·米尔斯。在三四名决赛中以4–1击败了迈索尔·十四获得了第三名的好成绩。辛格成为了俱乐部的头号射手。之后贾朗达尔Leaders又四次闯入DCM杯决赛：1966年、1967年、1968年和1971年，但每次都在决赛中失利。
1974年，辛格离开了贾朗达尔Leaders，加盟了另一个位于旁遮普邦的足球俱乐部：賈加蒂特棉紡足球會，在那里辛格拥有一段辉煌的经历。辛格帮助球队在1975年和1983年两次赢得杜蘭德盃，并五次进入决赛。1985年辛格在该俱乐部宣布退役，并转任主教练一职。

## 桑托什杯（英语：Santosh Trophy）
辛格在桑托什杯上为他的家乡旁遮普邦效力。他在1974-75赛季的桑托什杯上获得了巨大的成功，他为旁遮普邦赢得了冠军奖杯。球队在杯赛中共打进46粒进球，而辛格一人便打入了其中的23粒进球，迄今为止仍是该项杯赛的个人进球记录。球队在决赛上旁遮普邦以6–0击败了孟加拉队，而辛格则上演了帽子戏法。

## 国家队生涯
辛格于1963年首次在印度国家队亮相。他选入在特拉维夫举行的1964年亚洲杯。在对韩国队的第一场比赛中，印度队以2–0取胜，辛格在第57分钟打进了第二个进球。之后他在印度3–1击败香港队的比赛中打进了比赛的第二个进球，帮助球队扳平比分。最后辛格以两球的成绩摘得当届杯赛的最佳射手，而印度队则获得第二名。 在1966年的曼谷亚运会上，他只进了一个球，而印度则未能在未能卫冕1962年亚运会获得的足球项目冠军。
之后辛格在马来西亚的默迪卡杯比赛中获得了巨大的成功。他于1964年首次登场，便在对阵柬埔寨和韩国的比赛中攻进两球，帮助印度队在杯赛中获得亚军。1967年，他入选了在吉隆坡进行的亚洲全明星十一队对阵阿森纳比赛阵容名单。在错过了两个赛季之后，他在1968年回归球队，并且进了三个球。1969年印度队在小组赛中便被淘汰出局，而辛格在对阵新加坡的比赛中绝杀了对手，这场比赛也是他首次担任球队队长。在1970年的比赛中受伤之后，他在球队的替补席上坐了一年。1973年，他以印度队队长的身份重返国家队，并在与泰国的比赛中打进一球，最终印度队以第六名结束了比赛，而也他对自己在杯赛中的表现感到满意。之后，马来西亚首相东姑阿都拉曼邀请他为马来西亚国家队效力。但辛格礼貌地拒绝了他的提议，说他只为旁遮普省和印度踢球。他于1975年最后一次代表印度国家队出场。

## 退役后的主教练生涯
1985年，辛格在賈加蒂特棉紡足球會退役后，直接升任球队的主教练，直到2001年，他一共执教了16年。在这期间，俱乐部获得了两次印度聯合會盃冠军，在1997年还获得了印度国家足球联赛首赛季（1996–97）的冠军。在辛格成为俱乐部总经理后，他被任命为旁遮普省足球协会的名誉秘书长，他在这个职位上从2001年当到了2011年。

## 奖励和荣誉
- 亚洲杯最佳射手：1964年
- 阿诸那奖（英语：Arjuna Award）：1969年
- 德里体育记者协会：1974年
- “帕格瓦拉的骄傲”奖：2003年